# Escut i bandera de Cases Altes
L'escut i la bandera de Cases Altes són els símbols representatius del municipi valencià de Cases Altes (Racó d'Ademús).

## Escut heràldic
L'escut oficial de Cases Altes té el següent blasonament:
| « | Escut quadrilong de punta redona. Migpartit i truncat. Al primer quarter, en camp de gules, tres cases d'or mal ordenades, maçonades i aclarides de sable. Al segon quarter, en camp de gules, un triangle d'argent carregat d'un colom del mateix metall i una creu de sable. Al tercer quarter, en camp d'argent, tres faixes onades d'atzur. Al timbre, corona reial oberta. | » |

## Bandera
La bandera oficial de Cases Altes té la següent descripció:
| « | Bandera de proporcions 2:3. Partida per meitat horitzontal, la franja superior blanca i la inferior de roig. Al centre, l'escut municipal, sense corona. L'escut ocuparà les tres cinquenes parts de l'alçada de la bandera. | » |

## Història
L'escut s'aprovà per Resolució de 21 de març de 2000, del conseller de Justícia i Administracions Públiques, publicada en el DOGV núm. 3.745, de 9 de maig de 2000. En la resolució original deia «tres cases d'or ben ordenades», frase que fou esmenada per «tres cases d'or mal ordenades», mitjançant la Resolució de 27 de juliol de 2016, de la Presidència de la Generalitat, publicada en el DOGV núm. 7.852, de 17 d'agost de 2016.
Les cases són un senyal parlant al·lusiu al nom del poble, igualment com el riu d'ones, ja que antigament el municipi s'anomenava Casas del Río; el riu vora el qual s'alça Cases Altes és el Túria. El colom, el triangle i la creu són el símbol de la Santíssima Trinitat, que n'ostenta el patronatge.
La bandera s'aprovà per Resolució de 5 de juliol de 2017, de Presidència de la Generalitat, publicada en el DOGV núm. 8.100, de 7 d'agost de 2017.